# Ingegärd Martinell
Eva Ingegärd Martinell, född 14 februari 1934 i Stockholm, död 10 mars 2015 i Enköping, var en svensk översättare och författare. Mellan 1953 och 1956 var hon gift med konstnären Hans Gregor Tombrock (1930–1972)  och från 1965 fram till hans död 1995 med författaren Karl Vennberg (1910–1995). Ingegärd Martinell var verksam som lärare under 1960-talet. Från 1958 recenserade hon barnböcker i Aftonbladet.
Hon utgav sina barnböcker under författarnamnet "Mio Martinell".
Som översättare – från engelska, tyska och nederländska – började hon med samma sorts böcker som hon själv skrivit, barn- och ungdomslitteratur, men kom med början i mitten av 1960-talet att anförtros tunga namn inom den tyska litteraturen och blev också 1973 års nobelprispristagare Patrick Whites meste översättare med sex böcker.
Martinell satt i Svenska barnboksakademien åren 1989–1996.

## Priser och utmärkelser
- Boklotteriets stipendiater 1959
- Gulliver-priset 1984